# فانيسا أموروسي
فانيسا جوي أموروسي (بالإيطالية: Vanessa Joy Amorosi)‏ هي مغنية وكاتبة أغاني أسترالية ولدت في يوم 8 أغسطس 1981 في مدينة ملبورن في أستراليا لعائلة إيطالية كاثوليكية الأصل، بدأت الغناء في سنة 1998 وحققت ألبوماتها مبيعات لأكثر من مليونين نسخة في العالم.

## وصلات خارجية
- فانيسا أموروسي على موقع IMDb (الإنجليزية)
- فانيسا أموروسي على موقع ميوزك برينز (الإنجليزية)
- فانيسا أموروسي على موقع أول ميوزيك (الإنجليزية)
- فانيسا أموروسي على موقع ديسكوغز (الإنجليزية)

- الموقع الرسمي